# 亚历山德鲁·伊利亚什
亚历山德鲁四世·伊利亚什是1616年-1618年、1628年-1629年的瓦拉几亚亲王，1620年-1621年、1631年-1633年的摩尔达维亚亲王。

## 生平
亚历山德鲁四世·伊利亚什是伊利耶（或称伊利亚什，摩尔达维亚亲王亚历山德鲁四世·勒普什内亚努之子，曾在1591年3月被提名为瓦拉几亚亲王候选人，但是没有战胜拉杜）的儿子。
亚历山德鲁四世在1616年9月-1618年11月和1629年10月-1630年9月10日在奥斯曼帝国的批准下，任瓦拉几亚亲王。他也在1620年9月10日（楚措拉战役之后）-1621年10月和1631年12月-1633年4月，以亚历山德鲁·伊利耶为名任摩尔达维亚亲王。他死于1633年或1666年。
他与不知名的妻子共育有二子
- 瓦拉几亚亲王拉杜十一世·伊利亚什；
- 摩尔达维亚亲王伊利亚什·亚历山德鲁（英语：Iliaș Alexandru）。

## 资料
- Alexandru Dimitrie Xenopol（英语：Alexandru Dimitrie Xenopol） Histoire des Roumains de la Dacie trajane : Depuis les origines jusqu'à l'union des principautés. E Leroux Paris (1896)
- Nicolas Iorga（英语：Nicolas Iorga） Histoire des Roumains et de la romanité orientale. (1920)
- (罗马尼亚语) Constantin C. Giurescu & Dinu C. Giurescu, Istoria Românilor Volume III (depuis 1606), Editura Ştiinţifică şi Enciclopedică, Bucureşti, 1977.
- Jean Nouzille La Moldavie, Histoire tragique d'une région européenne, Ed. Bieler, ISBN 2-9520012-1-9.
- Gilles Veinstein, Les Ottomans et la mort   (1996)  ISBN 9004105050.
- Joëlle Dalegre Grecs et Ottomans 1453-1923. De la chute de Constantinople à la fin de l’Empire Ottoman, L’Harmattan Paris (2002)  ISBN 2747521621.

| 前任： 加布里埃尔·莫维勒   | 瓦拉几亚省长 1616年–1618年   | 繼任： 加布里埃尔·莫维勒        |
| 前任： 加斯帕尔·格拉齐亚尼 | 摩尔达维亚亲王 1620年–1621年 | 繼任： 斯特凡九世·托姆沙        |
| 前任： 亚历山德鲁·科科努尔 | 瓦拉几亚省长 1628年–1629年   | 繼任： 莱昂·托姆沙              |
| 前任： 莫伊塞·莫维勒       | 摩尔达维亚亲王 1631年–1633年 | 繼任： 米龙·巴尔诺夫斯基-莫维勒 |